# Младен Владојевић
Младен Владојевић (1330–48) је био српски племић који је служио цару Стефану Душану (р. 1331–55).
Заједно са родитељима био је ктитор цркве Светог Спаса у Призрену, подигнуте  1330. године, како се помиње у Хрисовуљи Светих Архангела из 1348. године. Цар Душан је одлучио да Младен заједно са мајком и рођацима, а не сам, обележи границу њиховог породичног имања. Црква је додељена као метохија (монашка зависност) манастиру Светих Архангела, задужбини Стефана Душана, док је Младен заузврат добио цркву у Охриду са имањима . Неки историчари, као  Ђорђе Сп. Радојичић претпостављају да је Младен Владојевић исто што и магнат Младен (фл. 1323–26) .
Појављује се као лику у роману Цар Душан (1919) Владана Ђорђевића .